# Marta Sanz-Solé
Marta Sanz-Solé (Sabadell, Barcelona; 19 de enero de 1952) es una matemática especialista en la teoría de la probabilidad. En 1974 obtuvo la licenciatura en matemáticas por la Universidad de Barcelona, doctorándose el 1978, bajo la dirección de David Nualart.

## Biografía
Sanz-Solé es catedrática emérita de la Facultad de Matemáticas de la Universidad de Barcelona (UB). Fue directora del grupo de procesos estocásticos, habiendo participado en numerosos proyectos de investigación y desarrollo relacionados en este campo. Con anterioridad a su vinculación con la UB, fue profesora titular a la Universidad Autónoma de Barcelona (UAB). Su actividad académica se inició en la Universidad Politécnica de Cataluña (UPC) contratada como ayudante.
Fue decana de la Facultad de Matemáticas de la UB durante el periodo 1993-96 y vicepresidenta de la División de Ciencias Experimentales y Matemáticas durante 2000-2003. Entre septiembre del 2018 y octubre del 2019 ha sido la directora de la Barcelona Graduate School of Mathematics (BGSMath).
La actividad investigadora de Sanz-Solé se centra en el análisis estocástico, y más precisamente, en la teoría de las ecuaciones diferenciales y en derivadas parciales estocásticas. Es autora de más de 100 artículos publicados en revistas especializadas y de una monografía sobre cálculo de Malliavin y aplicaciones a las ecuaciones en derivadas parciales estocásticas.
En 1998 fue galardonada con la Medalla Narcís Monturiol al mérito científico y tecnológico de la Generalidad de Cataluña por sus contribuciones al análisis estocástico, el análisis en el espacio de Wiener y el cálculo de Malliavin, y el estudio de las ecuaciones diferenciales y en derivadas parciales estocásticas. En 2011, fue elegida Fellow del Institute of Mathematical Statistics..En noviembre del 2016 fue elegida miembro del Insitut d'Estudis Catalans. 
En 2017 obtuvo la Medalla de la Real Sociedad Matemática Española por su trayectoria científica, su posición de relevancia en la matemática internacional y sus importantes contribuciones a la comunidad matemática española. El mismo año fue nombrada colegiada de honor del Colegio de Economistas de Cataluña. Desde enero de 2019 es miembro numeraria de la Real Academia de Ciencias y Letras de Barcelona. En 2024 ha sido elegida miembro de la Academia Europaea. 
Entre los años 1997-2004 formó parte del comité ejecutivo de la European Mathematical Society. Más tarde fue elegida Presidenta, cargo que ejerció entre enero de 2011 y diciembre de 2014.
Sanz-Solé ha formado o forma parte de numerosos comités internacionales relacionados con la actividad matemática. Por ejemplo, el comité de administración del Instituto Henri Poincaré, de la FSMP (Fondation Sciences Mathématiques de París), el comité de investigación y educación de la École Polytechnique, el comité científico del CIRM (Centre des Rencontres Mathématiques, Luminy, France). En los últimos años, también ha sido miembro del comité científico del Banach Center (2010-2014), del Fellows Committee del Institute of Mathematical Statistics (2012-2014), y del  Committee of Special Lectures (2008-2010).  Entre el 2007 i el 2010 formó parte del equipo de dirección del Centre de Recerca Matemàtica (Bellaterra, Barcelona).En el ámbito de las publicaciones científicas, cabe señalar, entre otros, el haber formado parte del comité editorial de la prestigiosa revista Annals of Probability desde 2015 al 2020.
En junio de 2015 fue nombrada miembro del Abel Committee para el Premio Abel 2016 y 2017.
Ha sido miembro del panel PE1 de las becas Consolidator del European Research Council (ERC) los años 2015, 2017, 2019 y 2021, ejerciendo el cargo de presidenta en las dos últimas convocatorias.
En ocasión de su 70 aniversario se celebró en su honor el congreso Stochastic Analysis and Stochastic Partial Differential Equations, el cual tuvo lugar en el
Centre de Recerca Matemàtica en junio del 2022.
En 2024  El Gobierno de La Generalitat de Cataluña le concedió la Creu de Sant Jordi.

## Libros
- Sanz Solé, Marta. L'Indeterminisme en el càlcul i en la modelització matemàtica. Barcelona : Institut d'Estudis Catalans, Secció de Ciències i Tecnologia, 2018.
- Sanz Solé, Marta. Lliçons de càlcul de probabilitats. Barcelona : Edicions Universitat de Barcelona, 1997.
- Sanz Solé, Marta. Malliavin Calculus: with applications to stochastic partial differential equations. Lausanne : EPFL Press ; Boca Raton : CRC Press, 2005.
- Sanz Solé, Marta. Per què cal saber probabilitats? Barcelona : Universitat de Barcelona, 2008.
- Sanz Solé, Marta. Probabilitats. Barcelona : Edicions Universitat de Barcelona, 1999.